# Bent Skammelsrud
Bent André Skammelsrud (Sarpsborg, 18 de maio de 1966) é um ex-futebolista norueguês que atuava como volante. 

## Carreira em clubes
Nascido em Sarpsborg e revelado pelo Rakkestad IF, Skammelsrud jogou a maior parte da carreira profissional no Rosenborg, clube onde teve 2 passagens (1991 a 1997 e 1998 a 2002, ano em que deixou os gramados) e atuou em 272 jogos da Eliteserien, marcando 57 gols. Pelo RBK, conquistou 11 títulos da primeira divisão norueguesa (todos de forma consecutiva) e um tricampeonato da Copa da Noruega.
Jogou ainda por  Drøbak-Frogn, Frigg Oslo, Malmö e Bayer Leverkusen.

## Carreira internacional
Pela Seleção Norueguesa, estreou em outubro de 1989, num amistoso contra o Kuwait, mas não chegou a disputar as eliminatórias para as Copas de 1990 e 1994, tendo atuado em apenas uma partida pelas eliminatórias da Eurocopa de 1992, contra a União Soviética, em agosto de 1991.
Jogaria apenas amistosos entre setembro de 1991 e maio de 1997, fazendo sua estreia em eliminatórias de Copa do Mundo contra a Finlândia (vitória norueguesa por 4 a 0, em agosto), atuando também no jogo frente ao Azerbaijão. Skammelsrud, no entanto, não foi convocado para a Copa de 1998. 
O volante disputou a Eurocopa de 2000 (primeira e, até hoje, única disputada pela Noruega), atuando contra Espanha e Iugoslávia. Seu último jogo foi no empate sem gols com a Armênia, pelas eliminatórias da Copa de 2002. Em 11 anos de carreira internacional, Skammelsrud marcou 7 gols em 38 partidas, além de 5 jogos e um gol pela seleção Sub-21.

## Títulos
Rosenborg
- Eliteserien: 1992, 1993, 1994, 1995, 1996, 1997, 1998, 1999, 2000, 2001, 2002
- Copa da Noruega: 1992, 1995, 1999

### Individuais
- Prêmio Kniksen de meio-campista do ano: 1997
- Prêmio Kniksen de honra: 2001 (juntamente com Roar Strand)